# Wechselalm
Die Wechselalm ist eine Alm in den Stubaier Alpen in Südtirol. Sie besteht aus einem Niederleger auf 1650 m s.l.m. und einem Hochleger auf 2030 m s.l.m. Höhe.
Das Almgebiet befindet sich am Südhang des Fradersteller bzw. des Kreuzjochs in der Gemeinde Brenner.
Der Niederleger wird am einfachsten über einen Fahrweg von Brennerbad aus erreicht, der Hochleger auch über die alte Militärstraße auf dem Brennergrenzkamm.